# Gwendolyn Brooks

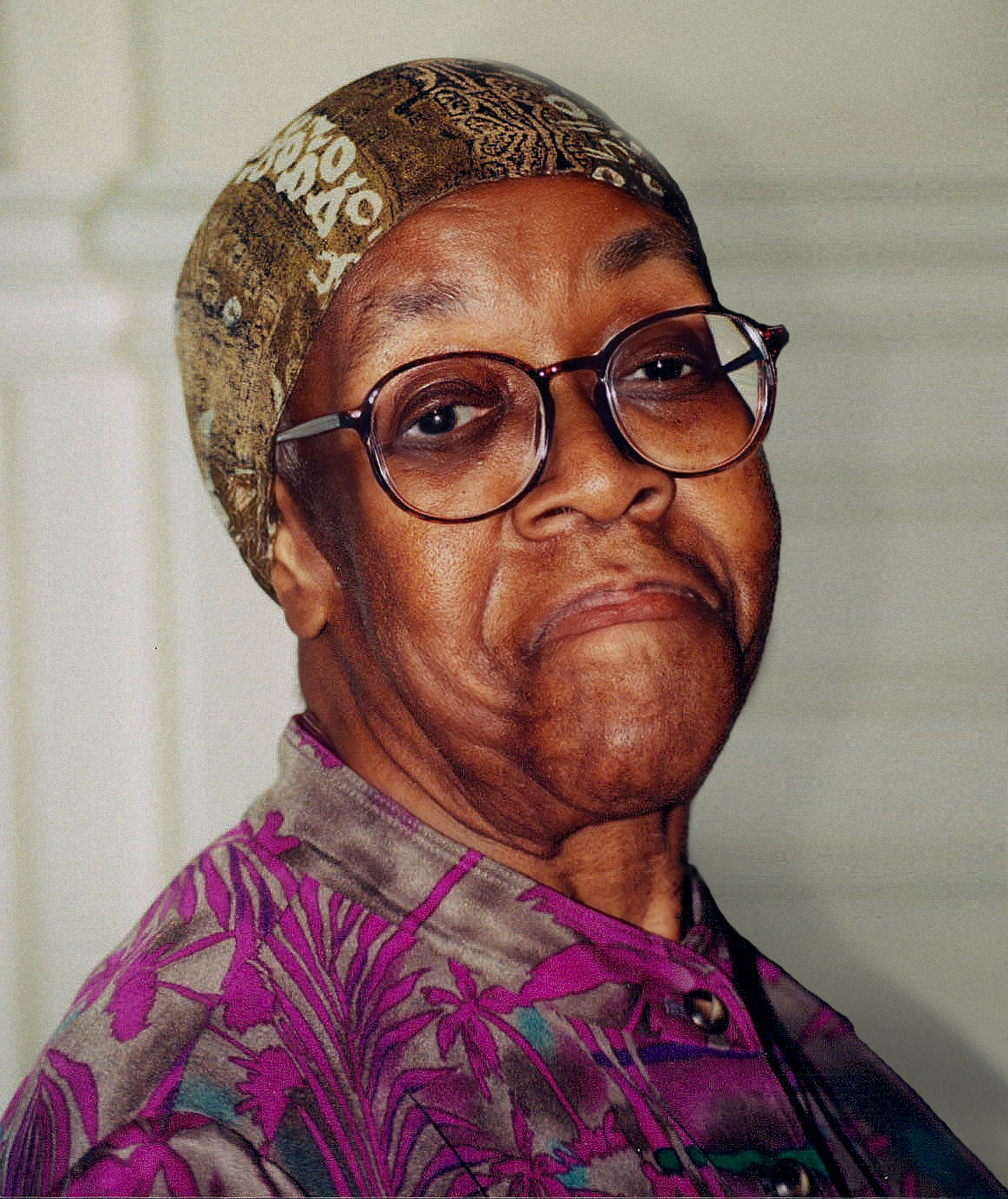
Gwendolyn Brooks

Gwendolyn Brooks (* 7. Juni 1917 in Topeka, Kansas; † 3. Dezember 2000 in Chicago, Illinois) war eine US-amerikanische Schriftstellerin. 1950 wurde sie als erste Schwarze für ihren Gedichtband Annie Allen mit dem renommierten Pulitzer-Preis ausgezeichnet.

## Biographie
Gwendolyn Brooks wurde in Topeka (Kansas) geboren, jedoch sind ihre Eltern nach Chicago gezogen, als sie sechs Wochen alt war. Dort wuchs sie auch auf. Sie begann zuerst im Chicago Defender, einer Zeitung für Amerikaner afrikanischer Herkunft, zu publizieren. 1968 wurde sie Poet Laureate von Illinois. 1976 wurde sie als erste Schwarze in die American Academy of Arts and Letters gewählt. Brooks erhielt insgesamt mehr als 75 Ehrenauszeichnungen von Universitäten und Colleges weltweit.
1990 wurde an der Chicago State University das nach ihr benannte Gwendolyn Brooks Center gegründet. Sie wurde in die Anthologie Daughters of Africa aufgenommen, die 1992 von Margaret Busby in London und New York herausgegeben wurde.
Brooks schreibt ihre Gedichte in der Form von Balladen, Sonette, lässt sich jedoch nicht von den traditionellen Formen einengen. Daneben finden sich auch Gedichte in freier Form oder mit Bluesrhythmen. Viele ihrer Gedichte beschäftigen sich mit dem Leben der armen Menschen in Chicago. Ihr bekanntestes Gedicht ist We Real Cool, das sich auch in vielen englischsprachigen Schulbüchern findet. Der Rapper Mick Jenkins griff das Gedicht als Refrain des Songs Gwendolynn’s Apprehension auf. Brook gilt als eine der Führerinnen der Black-Arts-Bewegung.
Brooks Sichtweise der Poesie war Folgende: Um etwas Großes hervorzubringen, muss man kein episches Werk schreiben, weil echte Größe auch in einem kleinen Haiku gefunden werden kann, das fünf oder sieben Silben lang ist („Bigness can be found in a little haiku, five syllables, seven syllables.“). 1953 erschien mit Maud Martha ihr einziger Roman.
Die Schriftstellerin und Aktivistin Amanda Gorman nennt Brooks als eines ihrer Vorbilder, „people who used their pens to roll over boulders so I might have a mountain of hope on which to stand“.

## Werke

### Lyrik
- A Street in Bronzeville (1945)
- Annie Allen (1949)
- Bronzeville Boys and Girls (1956)
- The Bean Eaters (1960)
- Selected Poems (1963)
- We Real Cool (1966). Sieben am goldenen Pflug. (We Real Cool. Seven at the Golden Shovel.) In: Monika Plessner: Ich bin der dunklere Bruder: Die Literatur der schwarzen Amerikaner. Hagen 1977 (Frankfurt am Main 2016)
- The Wall (1967)
- In the Mecca (1968)
- Malcolm X (1968)
- Family Pictures (1970)
- Black Steel: Joe Frazier and Muhammad Ali (1971)
- The World of Gwendolyn Brooks (1971)
- Aloneness (1971)
- Aurora (1972)
- The tiger who wore white gloves, or What you are you are (1974). Bilderbuch mit Zeichnungen von Timothy Jones
- Beckonings (1975)
- Black Love (1981)
- To Disembark (1981)
- The Near-Johannesburg Boy and Other Poems (1986)
- Blacks (1987)
- Winnie (1988)
- Children Coming Home (1991)

### Prosa
- Maud Martha. Harper, 1953
  - Maud Martha. Übersetzung Andrea Ott; Nachwort Daniel Schreiber. München : Manesse Verlag, 2023, ISBN 978-3-7175-2564-6
- Report from Part One: An Autobiography (1972)
- A Capsule Course in Black Poetry Writing (1975)
- Primer for Blacks (1981)
- Young Poet's Primer (1981)
- Very Young Poets (1983)